# Ormosia orientobifida
Ormosia orientobifida là một loài ruồi trong họ Limoniidae. Chúng phân bố ở miền Cổ bắc.